# Bungalou

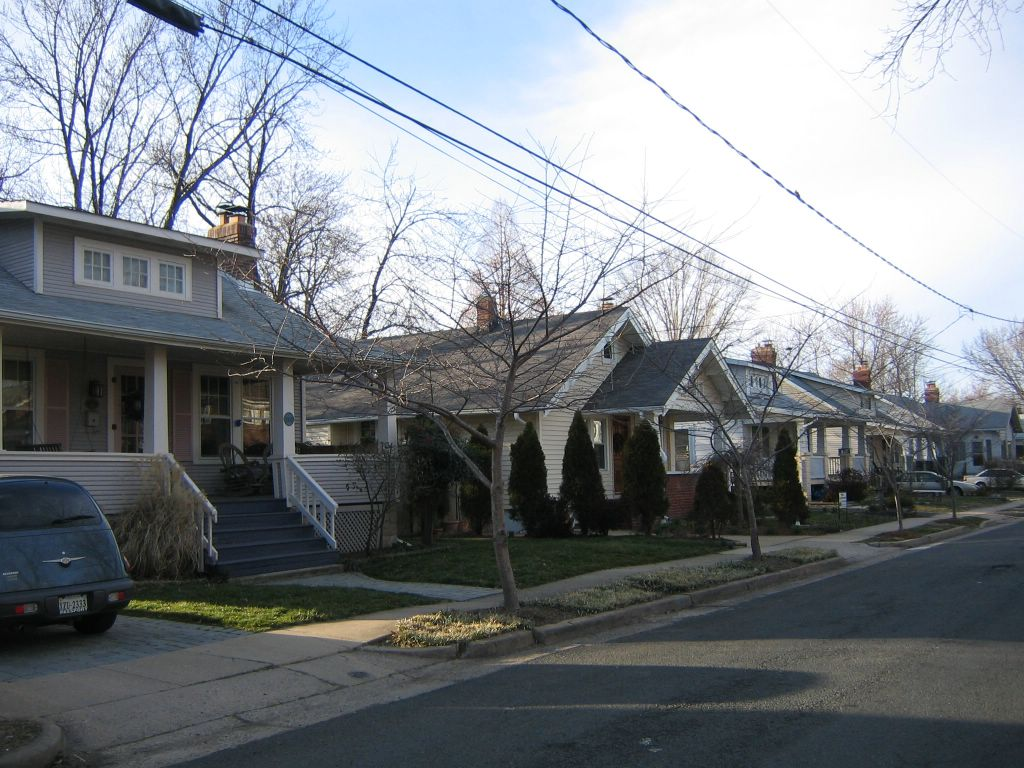
Bungalous arrenglerats d'Amèrica del Nord, al barri d'Alexandria (Virgínia), a la perifèria de Washington.

Un bungalou (bungalow, en anglès) és un tipus de casa d'un pis originària de l'Índia. La paraula deriva del gujarati બંગલો, que al seu torn deriva de l'बंगला hindi, que significa "bengalí" utilitzat per a una casa "a l'estil de Bengala". Aquestes cases eren tradicionalment petites, d'un sol pis i sostre de palla, i tenien una àmplia terrassa.
A l'Índia i el Pakistan, el bungalou és un terme que es refereix a qualsevol unitat d'una sola família (és a dir, una casa), en comparació amb un edifici d'apartaments, que és la norma per a la vida a la ciutat índia i pakistanesa de classe mitjana. L'ús al subcontinent indi és diferent del que s'utilitza a Amèrica del Nord, ja que es poden aplicar als edificis grans, de diversos pisos que alberguen una família extensa. A l'Índia i el Pakistan, els posseïdors d'un bungalou és un símbol d'estatus molt important.
El terme es va trobar per primera vegada en anglès el 1696, on va ser utilitzat per descriure "o bungalows hovells" de l'Índia per als navegants anglesos de la Companyia Britànica de les Índies Orientals. Més tard es van ser utilitzats com establiments dels oficials o funcionaris del Raj britànic. A poc a poc l'edificació va començar a perdre la connotació exòtica i Amèrica del Nord i Austràlia se'l van fer seu. Durant la Primera Guerra Mundial es van començar a popularitzar.
Avui en dia és sinònim de casa residencial al camp. Pot ser d'un sol pis, o té un segon pis construït en un sostre inclinat.
A Singapur i Malàisia, el terme bungalou es va fer popular originàriament pels britànics que van popularitzar aquesta tipologia de construcció. A Sud-àfrica, el terme no es refereix a una casa residencial, sinó a una casa petita de vacances, feta de fusta, prop de la platja.
Els càmpings s'han apropiat d'aquests tipus de construcció i en tenen per llogar als usuaris en els seus recintes.